# Sockenbacka företagsområde
Sockenbacka företagsområde (fi. Pitäjänmäen yritysalue) är en stadsdel i västra Helsingfors, samt en del av Sockenbacka distrikt. Den hette Sockenbacka industriområde (fi. Pitäjänmäen teollisuusalue) innan dess namn förändrades i början av år 2013.
Kustbanan Åbo-Helsingfors som togs i bruk år 1903 har spelat en viktig roll i uppkomsten av företagsområdet i Sockenbacka. I dag finns stationerna Sockenbacka och Gjuteriet i stadsdelen som betjänar arbetsplatserna i området. Andra viktiga trafikleder är Sockenbackavägen (Regionalväg 110) − den gamla vägen mot Åbo, samt Vichtisvägen (Regionalväg 120). 
Industriområdet fick sin början med Strömbergs gjuteri i början av 1900-talet. Än idag finns fabriken kvar, men som en del av ABB-koncernen. Strömbergs fabrik ägde kring fabriken stora markområden som såldes på 1990-talet för att bli kontor och bostäder. Nu finns det flera IT-företag på området, bland annat Nokia. I den västra delen av stadsdelen finns ett område för små industrier och företag, med bland annat bilverkstäder. 
Bostadsområdet består främst av nya byggnader på Strömbergs före detta marker, söder om järnvägen. Söder om bosättningen finns grönområdena i Tali och genom stadsdelen flyter Rutiån, som före historisk tid varit Vanda ås huvudfåra. 

## Externa länkar

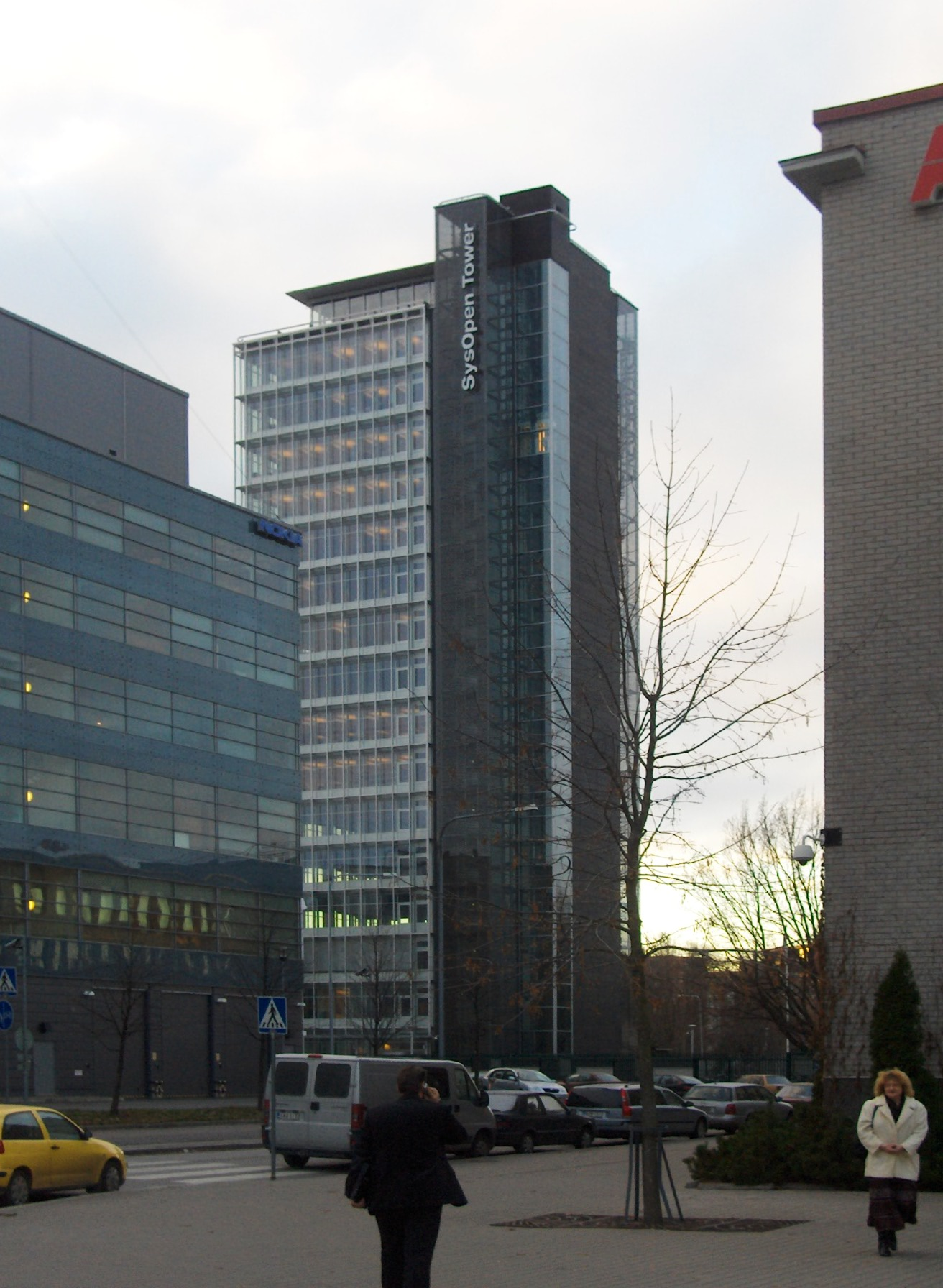
IT-kontor i Sockenbacka företagsområde